# 10ヤードファイト
『10ヤードファイト』 (10-Yard Fight) は、1983年にアイレム（現アイレムソフトウェアエンジニアリングないしアピエス）から稼働されたアーケードゲーム。アメリカンフットボールのルールをほとんど知らなくても楽しめる事が好評を得ていた。

## 概要

### アーケード版
- 1人プレイ専用だったが、2P対戦が可能になったバージョンアップ版の『VS 10ヤードファイト』が1984年3月に発売された。（名前から誤解されがちだが任天堂VS.システムとは関係ないアイレム基板）

- クォーターバックの選手ボイスは、某大学のアメフト部に依頼して録音する予定だったが、丁度良い声質の者がアメフト部におらず、同大学のラグビー部の新入部員の声を録音して使用した[1]。

### ファミリーコンピュータ版
1985年にファミリーコンピュータ（以下、FC）用ゲームソフトとしても移植され、電源を入れるとロムカセットの赤いLEDが点灯する（後期生産分はLEDなし）。日本国外でのNES版は、北米では1985年10月18日に、欧州では1985年12月に任天堂から発売された。
現版ではFC版を中心に解説する。

## ゲーム内容

### 共通の事項
攻撃側よりも守備側の方が動きが速いため、攻撃側は上手く立ち回って守備側の妨害を避けて行かねばならない。この時左右のラインを割ってしまうと攻撃は失敗となるので、左右のラインにも注意しながら守備側の妨害を避けてゆくこととなる。なおパスをして守備側の妨害を避ける手もあるが、パスをインターセプトされると20ヤード後退せねばならないというリスクがある（パスインコンプリートはゲームのシステム上発生しない）。また最終手段として強引に守備側の選手を振りほどく手もあるが、こちらの成功率はあまり高くない。
ともあれ、妨害によって攻撃回数4回以内に10ヤードを進むことが出来なければ、10ヤード後退せねばならない。
通常のアメリカンフットボールとは得点のシステムが異なっていて、本作で採用されている得点システムは次の通り。
- ボールを持ってゴールラインを超える（タッチダウン）と、5000点。キックオフで蹴られたボールをそのままタッチダウン（キックオフリターンタッチダウン）すると10000点。
- ボールを持ってゴールラインを超えて得点した後（ポイントアフタータッチダウン）、ボールを特定の範囲に蹴り込むことが出来れば、1500点（タッチダウンに成功すれば5000点）。
- 前方向へのパスが成功すれば、500点。
- 1st Downに成功すると、500点。（条件によっては、250点、150点、50点）
- 攻撃側がボールを持って一定距離を進む毎に、20点。

なお試合中は99990点を超えると表示上0点にリセットされた上で得点が加算されてゆくため、見かけ上0点でも100000点である場合もある。得点は99990点以上も加算され続けており、試合結果の表示では正確な得点が表示される。ただし655350点がプログラム上の上限になっており、655360点になったと同時に0にリセットされてしまう（650000点の時に10000点を取ると4640点（660000-655360）になる）。

### 1人プレイ時
常にプレイヤーは攻撃側を担当し、高校生チーム、大学生チーム、プロチーム、スーパーチーム……と対戦してゆく。当然、徐々に敵チームの動きが良くなるとともに、攻撃側のスタートフィールド地点が下がっていき、難易度が上がってゆく。また、スタート時の制限時間も少なくなっていく。
制限時間を使いきり、1st Downに成功できないと、その時点でゲームオーバーとなる。
制限時間を余らせてボールを持ってゴールラインを超えると、残り時間に応じてボーナス得点が手に入る。このボーナスは2人プレイの時は無い。
1st Downに成功すると一定の時間ボーナスが与えられ、制限時間が伸びる。
フィールドの一番下のGラインを割ってしまうと、制限時間を01:00に減らされてしまう。

### 2人プレイ時
両プレイヤーとも、攻撃側と守備側とを交互に2回ずつ担当する（なお攻撃時間には時間制限がある）。攻撃側は守備側の妨害を上手くかいくぐり得点を上げることを目的とし、守備側は攻撃側を妨害して少しでも得点を上げられないようにすることを目的として行動する。この結果、先述の得点システムの下で、より高い得点を上げた方が勝者となる。なお、同点の場合は1プレーヤーが勝者となる。
攻撃側が制限時間を使いきり、1st Downに成功できなかった時点で、攻守交代。
1st Downに成功するか、ボールを持ってゴールラインを超えると一定の時間ボーナスが与えられ制限時間が伸びるが、1人プレイの時とは与えられるボーナス時間に差がある。フォワードパスを通すとそのダウンの間は時間減算が停止するという特別ルールのため、ランで距離を稼ぐよりも効率がよい（ただし、パスインターセプトのリスクは当然存在する）。
フィールドの一番下のGラインを割ってしまうと、制限時間を00:20に減らされてしまう。

## 移植版
| No. | タイトル                       | 発売日                                  | 対応機種                                                 | 開発元                    | 発売元            | メディア                                | 型式                      | 売上本数 | 備考                                                              |
| --- | ------------------------------ | --------------------------------------- | -------------------------------------------------------- | ------------------------- | ----------------- | --------------------------------------- | ------------------------- | -------- | ----------------------------------------------------------------- |
| 1   | VS 10ヤードファイト            | INT 1984年3月                           | アーケード                                               | アイレム                  | アイレム タイトー | 業務用基板                              | -                         | -        |                                                                   |
| 2   | 10ヤードファイト               | 1985年8月30日 1985年10月18日 1985年12月 | ファミリーコンピュータ                                   | アイレム 任天堂開発第一部 | アイレム 任天堂   | 192キロビットロムカセット               | IF-02 NES-TY-USA          | -        |                                                                   |
| 3   | 10ヤードファイト               | 1986年                                  | MSX                                                      | アイレム                  | アイレム          | ロムカセット                            | IM-02                     | -        |                                                                   |
| 4   | アイレムアーケードクラシックス | 1996年4月26日                           | PlayStation セガサターン                                 | アイレム                  | アイマックス      | CD-ROM                                  | PS:SLPS-00341 SS:T-22403G | -        | アーケード版の移植。『スパルタンX』、『ジッピーレース』と同時収録 |
| 5   | アイレムアーケードクラシックス | 2010年10月27日                          | PlayStation 3 PlayStation Portable (PlayStation Network) | アイレム                  | アイレム          | ダウンロード （ゲームアーカイブス）     | -                         | -        | 2011年8月11日配信終了                                             |
| 6   | 10ヤードファイト               | 2018年5月2日                            | PlayStation 4 Nintendo Switch                            | アイレム                  | ハムスター        | ダウンロード （アーケードアーカイブス） | -                         | -        | アーケード版の移植。『VS 10ヤードファイト』も収録                 |

MSX版
- 内容はアーケード版とほぼ変わらない。主にキーボード操作がメインになり、使用するキーも作品ごとに違っている。取扱説明書がないと、どれを押していいのかわからなくなり、ゲーム自体も楽しめなくなるので、必要不可欠なものだった。

## スタッフ
ファミリーコンピュータ版
- エグゼクティブ・プロデューサー：山内溥
- プロデューサー：横井軍平
- 音楽、効果音：高木一郎

## 評価
アーケード版
1997年に刊行されたゲーメストムック『ザ・ベストゲーム2』では、「アメリカンフットボールという日本では馴染みの薄いスポーツが題材ではあったが非常に人気が高かった」、「必ずレシーブから始まり攻撃のみという点に徹底したところが良かった。これにより細かいルールは気にせず、ただひたすら突き進めばOK。制限時間内にタッチダウンを目指すだけである」、「プレイヤーを熱くさせたのがレバガチャでタックルをふりほどくシステムであろう。現在では対戦格闘ゲームを中心に珍しくはない行動であるが、当時では異色の操作法である」と紹介されている。
ファミリーコンピュータ版
『ファミリーコンピュータMagazine』の1991年5月10日号特別付録の「ファミコンロムカセット オールカタログ」では、「ジョイスティックがないと少々つらい」と紹介されている。